# Nhôm sulfacetat
Nhôm sulfacetate là một hợp chất hóa học của nhôm với công thức Al
2SO
4(CH
3CO
2)
4. Nó là một muối kép của nhôm sunfat và nhôm acetate. Nó có thể được sử dụng như một thuốc ăn màu, mà là một chất dùng để đặt thuốc nhuộm trên vải sợi mà thường chứa một ion kim loại đa năng như nhôm hay sắt. Trong hỗn hợp với diacetate nhôm cơ bản hoặc sulfacetate nhôm, nhôm triacetate đã được được sử dụng như một thuốc ăn màu với thuốc nhuộm alizarin. [1] Năm 1899, Ganswindt nói rằng việc sử dụng sulfacetates bất tịnh đó là chất lỏng empyreumatic "nên được bỏ hoang" trong lợi của các chế phẩm tinh khiết. Empyreuma là một hóa chất lỗi thời và thuật ngữ y học đề cập đến "mùi và hương vị kết hợp với đốt chất thực vật và động vật", và kết quả có khả năng trong trường hợp này từ việc sử dụng axit pyroligenơ (axit gỗ) hoặc vôi axit gỗ trong việc điều chế thuốc giữ màu.
Một phương pháp phổ biến để chuẩn bị sulfacetate nhôm là do phản ứng của nhôm sunfat chì (II) acetate, số lượng tương đối trong số đó sẽ áp đặt kết quả của phản ứng. [1] Khi tỷ lệ cân bằng hóa học của chì axetat với nhôm sulfate vượt quá 3: 1, quá trình này được thúc đẩy để hoàn thành và chỉ nhôm triacetate được hình thành. Dưới mức này, một hỗn hợp của triacetate nhôm và nhôm sulfacetate được hình thành, với một tỷ lệ mol gần 2: 1 làm cho sau này các sản phẩm chính. Cách tiếp cận này được sử dụng như là hỗn hợp đã được sử dụng cho các ứng dụng cầm màu:
Al
2(SO
4)
3   +   3 Pb(CH
3CO
2)
2   →   2 Al(CH
3CO
2)
3   +   3 PbSO
4
Basic aluminium sulfacetates can also be prepared, Al
2SO
4(CH
3CO
2)
4 - n(OH)
n, với các anion hydroxide thay thế một số ion axetat. Các trường hợp cực độ là nhôm sulfacetat (n = 0) và trường hợp muối đúp nhôm sulfat và aluminium hydroxide (n = 4, Al
2SO
4(OH)
4). Nhôm sulfacetat được tạo thành từ các hydrate của nhôm sulfat và chì acetat:
Al
2(SO
4)
3•18H
2O   +   2 Pb(CH
3CO
2)
2•3H
2O   →   Al
2SO
4(CH
3CO
2)
4   +   2 PbSO
4   +   24 H
2O
Các trường hợp n = 1 and n = 2, cả hai là sulfacetat nhôm base, được điều chế bằng cách sử dụng natri bicacbonat cùng với các các regent:
2 Al
2(SO
4)
3•18H
2O   +   3 Pb(CH
3CO
2)
2•3H
2O   +   2 NaHCO
3   →   Al
2SO
4(CH
3CO
2)
3OH   +   3 PbSO
4   +   Na
2SO
4   +   2 CO
2   +   45 H
2O
Al
2(SO
4)
3•18H
2O   +   Pb(CH
3CO
2)
2•3H
2O   +   2 NaHCO
3   →   Al
2SO
4(CH
3CO
2)
2(OH)
2   +   PbSO
4   +   Na
2SO
4   +   2 CO
2   +   21 H
2O
Trường hợp n = 3, cũng là một sulfacetate nhôm base, được điều chế bằng cách sử dụng acetic acid thay vì chì acetate, cùng với sodium bicarbonate:
Al
2(SO
4)
3•18H
2O   +   CH
3COOH   +   4 NaHCO
3   →   Al
2SO
4(CH
3CO
2)(OH)
3   +   2 Na
2SO
4   +   CO
2   +   19 H
2O